# Uprowadzenie
Uprowadzenie – występek polegający na uprowadzeniu lub zatrzymaniu małoletniego poniżej lat 15 lub osoby nieporadnej ze względu na swój stan fizyczny lub psychiczny.
Pod pojęciem uprowadzenia rozumie się zabranie podopiecznego w inne miejsce wbrew woli osoby powołanej do sprawowania opieki lub nadzoru, natomiast zatrzymaniem jest nakłonienie lub zmuszenie podopiecznego do przebywania w określonym miejscu wbrew woli osoby uprawnionej.
Najczęściej sprawcą przestępstwa jest rodzic, któremu odebrano, ograniczono lub zawieszono władzę rodzicielską nad dzieckiem. Osoba, której przysługuje pełnia władzy rodzicielskiej nie jest podmiotem zdatnym do popełnienia tego występku.

## Porwanie rodzicielskie
Odrębną, często błędnie uważaną za uprowadzenie kwestią, jest tzw. porwanie rodzicielskie. Polega ono na zabraniu dziecka przez jednego z rodziców posiadających pełnię praw rodzicielskich z miejsca zamieszkania do innej, zwykle bliżej nieznanej lokalizacji - bez zgody drugiego rodzica. Zazwyczaj do takich sytuacji dochodzi w związku z rozpadem rodziny. Porwanie rodzicielskie nie wypełnia jednak znamion przestępstwa uprowadzenia z art. 211 Kodeksu karnego, choć wymiennie określa się je właśnie uprowadzeniem rodzicielskim

## Najważniejsze orzecznictwo
- uchwała SN z dnia 21 listopada 1979 r., VI KZP 15/79, OSNKW z 1980 r. nr 1, poz. 2